# Frederik Endert
Frederik Hendrik Endert (1891 in Semarang, Java - 1953 in Bussum, Nederland) was een Nederlandse botanicus en plantenverzamelaar.
In 1915 werd Endert benoemd tot boswachter bij de Nederlands-Indische Bosdienst. Vanaf 1918 werkte hij nauw samen met het Instituut voor Bosonderzoek in Buitenzorg (nu Bogor) in Java. In 1925 vergezelde Endert een expeditie naar het verzamelen van planten naar het centrum van Borneo (Midden-Oost-Borneo-expeditie), waar hij Nepenthes fusca en Nepenthes mollis voor het eerst verzamelde. In 1938 was hij gestationeerd in Makassar in het zuidwesten van Sulawesi, belast met het toezicht op de bossen. In 1941 werd hij benoemd tot secretaris van het Comité voor Economische Planten. In mei 1949 keerde Endert terug naar het Instituut voor Bosonderzoek in Buitenzorg om informatie te verzamelen over Indonesische houtsoorten. Hij ging met pensioen in 1952, en reisde naar Nederland in juli van hetzelfde jaar. Endert stierf in 1953 in Bussum, Noord-Holland.
Een aantal planten uit de Maleisische archipel is naar hem vernoemd, waaronder het boomgeslacht Endertia.